# Cantonul Montchanin
Cantonul Montchanin este un canton din arondismentul Chalon-sur-Saône, departamentul Saône-et-Loire, regiunea Burgundia, Franța.

## Comune
| Comune                  | Populație (1999) | Cod poștal | Cod INSEE |
| ----------------------- | ---------------- | ---------- | --------- |
| Écuisses                | 1 673            | 71210      | 71187     |
| Montchanin              | 5 593            | 71210      | 71310     |
| Saint-Eusèbe            | 1 065            | 71210      | 71412     |
| Saint-Julien-sur-Dheune | 220              | 71210      | 71435     |
| Saint-Laurent-d'Andenay | 986              | 71210      | 71436     |